# Caitlin Lowe
Caitlin Lowe, född den 6 februari 1985 i Pasadena, Kalifornien, är en amerikansk softbollspelare.
Hon tog OS-silver i samband med de olympiska softboll-turneringarna 2008 i Peking.